# От двух до пяти (мультфильм)
«От двух до пяти» — мультипликационный фильм по одноимённой книге Корнея Чуковского.
В фильме использованы рисунки Юрия Анненкова, Сергея Чехонина, Владимира Конашевича, Николая Радлова и Кукрыниксов.

## Сюжет
В мультфильме рассказывается об удивительной способности детей создавать новые слова и фразы, объясняя по-своему понятные им явления: «притонула», «вытонула», «юбка — это брюки, только с одной штаниной» и т. п. Снят по мотивам одноимённой книги Корнея Ивановича Чуковского, в которой собрано много смешных и по-детски метких изречений.

## Создатели
| авторы сценария            | Никифор Рамазанов, Владимир Попов, Евгений Рябко                                             |
| кинорежиссёр               | Владимир Попов                                                                               |
| художник-постановщик       | Аркадий Шер                                                                                  |
| композитор                 | Евгений Крылатов                                                                             |
| кинооператор               | Кабул Расулов                                                                                |
| звукооператор              | Борис Фильчиков                                                                              |
| художники-мультипликаторы: | Эльвира Маслова, Владимир Вышегородцев                                                       |
| роли озвучивали:           | Анна Монетова, Михаил Зусман, Павел Никитин, Наталья Козырь, Вадим Савичев, Корней Чуковский |
| художники:                 | Сергей Маракасов, Владимир Морозов                                                           |
| монтажёр                   | Ольга Василенко                                                                              |
| редактор                   | Раиса Фричинская                                                                             |
| директор съемочной группы  | Федор Иванов                                                                                 |